# Leândro Rossi Pereira
Leândro Rossi Pereira (Andradina, 26 novembre 1988) è un calciatore brasiliano, attaccante del Radomiak Radom.

## Carriera
Il 16 luglio 2012 viene acquistato a titolo definitivo dalla squadra polacca del Radomiak Radom.

## Statistiche

### Presenze e reti nei club
Statistiche aggiornate al 1º aprile 2024.
| Stagione        | Squadra         | Campionato      | Campionato | Campionato | Coppe nazionali | Coppe nazionali | Coppe nazionali | Coppe continentali | Coppe continentali | Coppe continentali | Altre coppe | Altre coppe | Altre coppe | Totale | Totale |
| Stagione        | Squadra         | Comp            | Pres       | Reti       | Comp            | Pres            | Reti            | Comp               | Pres               | Reti               | Comp        | Pres        | Reti        | Pres   | Reti   |
| --------------- | --------------- | --------------- | ---------- | ---------- | --------------- | --------------- | --------------- | ------------------ | ------------------ | ------------------ | ----------- | ----------- | ----------- | ------ | ------ |
| 2012-2013       | Radomiak Radom  | 2L              | 27         | 7          | CP              | 0               | 0               | -                  | -                  | -                  | -           | -           | -           | 27     | 7      |
| 2013-2014       | Radomiak Radom  | 2L              | 31         | 9          | CP              | 0               | 0               | -                  | -                  | -                  | -           | -           | -           | 31     | 9      |
| 2014-2015       | Radomiak Radom  | 2L              | 0          | 0          | CP              | 3               | 0               | -                  | -                  | -                  | -           | -           | -           | 3      | 0      |
| 2015-2016       | Radomiak Radom  | 2L              | 26         | 14         | CP              | 0               | 0               | -                  | -                  | -                  | -           | -           | -           | 26     | 14     |
| 2016-2017       | Radomiak Radom  | 2L              | 26+2       | 15+0       | CP              | 2               | 1               | -                  | -                  | -                  | -           | -           | -           | 30     | 16     |
| 2017-2018       | Radomiak Radom  | 2L              | 29         | 19         | CP              | 2               | 1               | -                  | -                  | -                  | -           | -           | -           | 31     | 20     |
| 2018-2019       | Radomiak Radom  | 2L              | 33         | 16         | CP              | 0               | 0               | -                  | -                  | -                  | -           | -           | -           | 33     | 16     |
| 2019-2020       | Radomiak Radom  | 1L              | 25+2       | 5+1        | CP              | 0               | 0               | -                  | -                  | -                  | -           | -           | -           | 27     | 6      |
| 2020-2021       | Radomiak Radom  | 1L              | 32         | 8          | CP              | 2               | 3               | -                  | -                  | -                  | -           | -           | -           | 34     | 11     |
| 2021-2022       | Radomiak Radom  | EK              | 33         | 4          | CP              | 0               | 0               | -                  | -                  | -                  | -           | -           | -           | 33     | 4      |
| 2022-2023       | Radomiak Radom  | EK              | 15         | 0          | CP              | 2               | 0               | -                  | -                  | -                  | -           | -           | -           | 17     | 0      |
| 2023-2024       | Radomiak Radom  | EK              | 14         | 0          | CP              | 1               | 0               | -                  | -                  | -                  | -           | -           | -           | 15     | 0      |
| Totale carriera | Totale carriera | Totale carriera | 291+4      | 97+1       |                 | 12              | 5               |                    | -                  | -                  |             | -           | -           | 307    | 103    |

## Palmarès

### Club

#### Competizioni nazionali
- II liga: 1

Radomiak Radom: 2018-2019
- Campionato polacco di seconda divisione: 1

Radomiak Radom: 2020-2021

### Individuale
- Capocannoniere della II liga: 1

2017-2018 (19 reti)